# جیا وودز
جیا وودز (به انگلیسی: Gia Woods) (زاده ۲۲ مهٔ ۱۹۹۶) خواننده، ترانه‌سرا آمریکایی است.